# Suzaka
Suzaka (須坂市, Suzaka-shi?) è una città giapponese della prefettura di Nagano.